# ヴィクトル・ツー・ヴィート
ヴィクトル・ツー・ヴィート（Victor Prinz zu Wied, 1877年12月7日 - 1946年3月1日）は、ドイツ・ライン＝プファルツ地方の旧諸侯ヴィート家の侯子で、外交官。駐スウェーデンのドイツ大使（在任：1933年 - 1943年）を務めた。

## 経歴
ヴィート侯ヴィルヘルム・アドルフとその妻でオランダ王子フレデリックの娘であるマリーの間の四男として生まれた。全名はヴィルヘルム・フリードリヒ・アドルフ・ヘルマン・ヴィクトル（Wilhelm Friedrich Adolph Hermann Victor）。
すぐ上の兄ヴィルヘルムは、1914年に短期間ながらアルバニア公国の元首となった。また、父の姉エリーザベトはルーマニア王カロル1世の王妃である。また、母方の伯母のルイーゼがスウェーデン王カール15世の王妃、さらに父方の祖母マリーの妹ゾフィアがオスカル2世の王妃ということで、スウェーデン王家とも深い親戚関係にあった。こうした縁故もあり、ヴィクトルは1919年から1922年までストックホルムのドイツ在外公館の責任者を務め、さらに1933年から1943年までスウェーデン駐在のドイツ大使を務めた。1940年10月には、スウェーデンの最高軍司令官オーロフ・テルネルにドイツ鷲勲章を授与する役目を果たした。
ナチ党政権掌握以前より、スウェーデン貴族出身であるヘルマン・ゲーリング夫人カリンを通じて同夫妻と親密になり、アドルフ・ヒトラーと党の共鳴者となった。これはドイツ貴族上流階級における同党支持拡大という結果をもたらした。
1944年、ヴィクトルは総統ヒトラーより25万ライヒスマルクもの下賜金（Dotation）を与えられている。

## 子女
1912年6月6日にヴィルンフェルス城（Schloß Wildenfels）において、ゾルムス＝ヴィルデンフェルス女伯爵ギーゼラ（1891年 - 1976年）と結婚し、間に2人の娘をもうけた。
- マリー・エリーザベト・シャルロッテ・ゾフィー・アンナ・パウリーネ・ルイーゼ・ゾールヴァイヒ（1913年 - 1985年）
- ベニグナ・ヴィクトリア・インゲボルク・アンナ・ヴィルヘルミーネ（1918年 - 1972年） - 1939年、シュロートハイム男爵エルンスト・ハルトマンと結婚